# Porno for Pyros
Porno for Pyros (укр. Порно для Піро) — американський альтернативний рок-гурт із Лос-Анджелеса, штат Каліфорнія, створений у 1992 році після першого розпаду Jane's Addiction. Наразі до складу гурту входять учасники Jane's Addiction Перрі Фаррелл (вокал), Стівен Перкінс (ударні), Пітер ДіСтефано (гітара) і Майк Вотт (бас-гітара). Один із засновників гурту, бас-гітарист Мартин Ленобл був учасником гурту з 1992 по 1995 рік.
Гурт випустив два студійні альбоми, Porno for Pyros (1993) і Good God's Urge (1996), після чого взяв паузу у 1998 році. У 2009 році оригінальний склад возз'єднався для одноразового виступу на вечірці з нагоди 50-річчя фронтмена Перрі Фаррелла. У 2020 році оригінальний склад гурту возз'єднався для Lolla2020, безкоштовної трансляції на YouTube, яка відбулася на тлі глобального локдауну, спричиненого COVID-19. Після виступу учасники гурту продовжили працювати над новим матеріалом разом, а у 2022 році Фаррелл і Перкінс возз'єднали Porno for Pyros для перших масштабних концертів за більш ніж 24 роки, що призвело до повного возз'єднання оригінального складу гурту на фестивалі Welcome to Rockville.

## Історія

### 1992—1994: Утворення
Після розпаду комерційно успішного гурту Jane's Addiction фронтмен Перрі Фаррелл і барабанщик Стівен Перкінс створили Porno for Pyros, долучивши гітариста Пітера ДіСтефано та басиста Мартина Ленобла. Фаррелл назвав гурт після того, як побачив рекламу феєрверків у порнографічному журналі. Назва також пов'язана через тексти пісень із заворушеннями в Лос-Анджелесі, що сталися в рідному місті гурту приблизно в той самий час, коли було створено гурт. Перед тим, як випустити свій однойменний перший альбом, Porno for Pyros вирушили в загальнонаціональний тур на підтримку нового гурту. До моменту виходу дебютної платівки у 1993 році, ажіотажу навколо проєкту було достатньо, щоб за короткий час підняти альбом на 3 позицію у чарті Billboard 200. Кліп на другий сингл альбому, Pets, отримав широку популярність на MTV. Після виходу альбому гурт продовжив активно гастролювати, в тому числі виступив на Вудстоку 94-го року, а також з'явився в епізодичній ролі на шоу Ларрі Сандерса на каналі HBO. На відміну від відносно прямолінійних рок-шоу, які були візитною карткою живих виступів Jane's Addiction, концерти Porno for Pyros сильно покладалися на реквізит, масовку і спецефекти (в тому числі піротехніку).

### 1995—1998: Good God's Urge і розпад
Під час роботи над наступним альбомом, Good God's Urge, басист Ленобл покинув гурт після того, як завершив запис більшості басових партій. Екс-басист Minutemen Майк Вотт був запрошений, щоб закінчити роботу над альбомом і приєднатися до гурту в турі. На альбомі також відбулося возз'єднання Фаррелла з гітаристом Дейвом Наварро, який взяв участь у записі Freeway, а також з басистом Red Hot Chili Peppers Флі. Гурт знову взявся за насичений гастрольний графік. Насправді кінець Porno For Pyros перетворився на «рецидив Jane's Addiction», оскільки гітарист Jane's Addiction Дейв Наварро і його колега по групі Red Hot Chili Peppers Флі взяли участь у записі двох пісень з сесій Good God's Urge, Freeway і Hard Charger. Оскільки Hard Charger була випущена і потрапила в чарти як сингл з фільму Говарда Стерна Частини тіла, на останніх гастролях Porno For Pyros на сцені разом з Пітером ДеСтефано і учасниками туру Санні Рейнхартом і Томасом "TJ" Джонсоном виступали 3/4 групи Jane's Addiction Дейв Наварро і Флі, а також Санні Рейнхарт і Томас «TJ» Джонсон. На кількох зупинках туру Porno for Pyros грали Mountain Song, популярну пісню Jane's Addiction, що стало передвісником подальших планів возз'єднання Jane's Addiction. Подальші гастролі гурту були скасовані, коли у ДіСтефано діагностували рак.
Пізніше Перкінс і Вотт сформували джаз-панк імпровізаційний гурт Banyan і разом із ДіСтефано час від часу виступають з кавер-версіями Stooges у Лос-Анджелесі під назвою Hellride.

### 2009—2019: Одноразове возз'єднання і чутки
У квітні 2009 року оригінальний склад у складі Фаррелла, Перкінса, ДіСтефано та Ленобла виступив на вечірці з нагоди 50-річчя Фаррелла. У квітні 2011 року Фаррелл написав у своєму Твіттері: «Одного дня, більше Porno For Pyros», припускаючи, що гурт возз'єднається у майбутньому. 3 вересня 2012 року ДіСтефано заявив, що гурт повернеться у 2013 році, про що пізніше також повідомив Фаррелл на своїй сторінці у Facebook 6 липня 2013 року. У 2018 році ходили чутки, що гурт буде брати участь в розважальному шоу в Лас-Вегасі під назвою Kind Heaven, створеному Фарреллом, що так і не здійснилося.

### 2020—сьогодення: Повне возз'єднання і прощавальний тур
27 липня 2020 року було оголошено, що вперше за 22 роки гурт Porno for Pyros (у складі Перрі Фаррелла, Стівена Перкінса, Майка Ватта та Пітера ДіСтефано) возз'єднається, щоб зіграти на Lolla2020 - безкоштовній чотириденній трансляції на YouTube, яка відбудеться у ті самі дати, що й фестиваль Lollapalooza 2020 року в Чикаго, з четверга, 30 липня, до неділі, 2 серпня.
20 липня 2021 року ДіСтефано оголосив на своїй сторінці у Facebook, що він, Фаррелл і Перкінс працюють над тим, що стане новим матеріалом Porno for Pyros за понад два десятиліття.
18 травня 2022 року Фаррелл повідомив, що Jane's Addiction не гратимуть концерт Welcome to Rockville у Дейтона-Біч, штат Флорида, 22 травня через те, що гітарист Дейв Наварро страждає від «тривалого захворювання» на коронавірус, але возз'єднає для виступу свій гурт Porno for Pyros. «Банда і уряд нічим не відрізняються. Це робить мене 1%. Роквіль, хоча ми засмучені тим, що Джейн не може бути з вами в цей час через тривалу боротьбу Дейва з ковідом, я все одно приїду до Дейтони, щоб вперше за 26 років привезти до вас Porno For Pyros у складі мене, Стівена Перкінса, Пітера ДіСтефено та Майка Вотта. Ми також зіграємо для вас кілька пісень Джейн», - зазначив Фаррелл на сторінці Welcome to Rockville у Facebook. Барабанщика Стівена Перкінса через хворобу шлунка замінив його барабанний технік Майк Грицюк, а Нік Мейбері, колишній учасник Scott Weiland & the Wildabouts, взяв участь у виступі з додатковою гітарою.
Для наступних літніх концертів і виступу на Lollapalooza до гурту знову приєднався басист Мартин Ленобл, а оригінальний склад гурту працював над новим матеріалом наступного року. Гурт випустить чотиритрековий мініальбом з оригінальним матеріалом у 2024 році.
Після того, як початковий реюніон-тур гурту відклали і перенесли, Ленобл оголосив про свій мирний відхід з гурту 13 листопада 2023 року: «Я дуже радий, що світ почує «Agua» та інший невиданий матеріал з наших останніх сесій. Існує реальний зв'язок між цими новими піснями і тим, як ми виросли. Ми відновили нашу дружбу і записали ці пісні з любов'ю. Думаю, ви почуєте це у записах. Я змінився. Мені подобається тиша і природа. З огляду на це, я буду слідувати своїй пристрасті до дикої природи і не буду брати участь у майбутньому турі. Я бажаю моїм братам Перрі, Піту і Стівену всього найкращого. Я щиро вдячний за кожну мить, проведену з ними. І найголовніше, дякую всім вам за дивовижну підтримку і спогади».
Після відходу Ленобла гурт оголосив, що їхній тур 2024 року стане прощальним туром під назвою «Horns, Thorns en Halos», а Майк Вотт знову приєднається до гурту на бас-гітарі для участі у завершальних концертах.

## Учасники
- Перрі Фаррелл[en] — вокал, гармоніка, перкусія (1992—1998, 2009, 2020, з 2022 р.)
- Стівен Перкінс[en] — ударні, перкусія, бек-вокал (1992—1998, 2009, 2020, з 2022 р.)
- Пітер ДіСтефано[en] — гітара, бек-вокал (1992—1998, 2009, 2020, з 2022 р.)
- Майк Вотт[en] — бас-гітара, бек-вокал (1995—1998, 2020, 2022, з 2023 р.)

Колишні учасники
- Мартин Ленобл — бас-гітара, бек-вокал (1992—1995, 2009, 2022—2023)

## Дискографія

### Студійні альбоми
- 1993 — Porno for Pyros
- 1996 — Good God's Urge

### Компіляції
- 2007 — Rhino Hi-Five : Porno for Pyros